# Anochetus estus
Anochetus estus é uma espécie de formiga do gênero Anochetus, pertencente à subfamília Ponerinae.